# Palazzo dell'Arte Bernocchi
El palazzo dell'Arte Bernocchi o palazzo Bernocchi és actualment un important centre cultural, seu de mostres i exposicions, per al disseny, l'art i la moda a Milà (Itàlia). És la seu de la Triennal de Milà.